# Dadabhai Naoroji

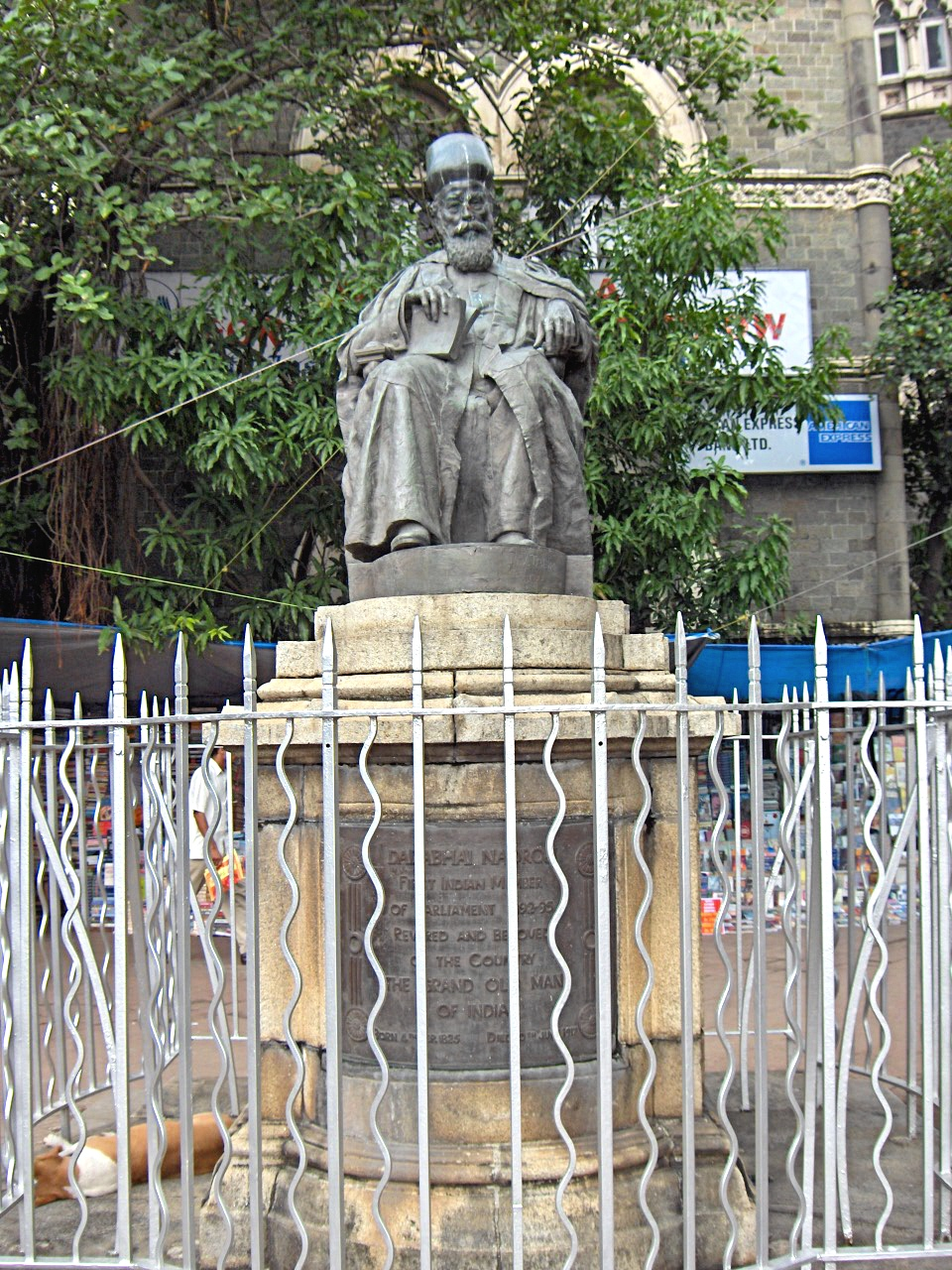
Pomnik Naoroji w Bombaju

Dadabhai Naroji (ur. 4 września 1825, zm. 30 czerwca 1917) – indyjski polityk.
Urodził się w Bombaju. W 1855 wyjechał do Wielkiej Brytanii, w kolejnych latach mieszkał i pracował zarówno w tym kraju, jak i w Indiach. W latach 1856–1866 wykładał gudźarati na londyńskim University College. W 1865 założył Towarzystwo Brytyjsko-Hinduskie (stał na jego czele do 1907). Był jednym z założycieli Indyjskiego Kongresu Narodowego, trzykrotnie (1886, 1893, 1906) pełnił funkcję przewodniczącego tego ugrupowania. W 1892 uzyskał mandat deputowanego do Izby Gmin z okręgu Finsbury, który sprawował do końca kadencji (1895). W 1897 wszedł w skład Królewskiej Komisji ds. Wydatków Indyjskich.
Był zwolennikiem reform społecznych, propagował edukację kobiet, opowiadał się za zniesieniem systemu kastowego. Swoje poglądy zawarł między innymi w Poverty and Un-British Rule in India (1901).